# 안진경 (가수)
안진경(본명: 안진경, 1983년 3월 20일 ~ )은 대한민국의 가수이다.
단국대학교 연극영화학과에서 연극영화학 전공으로 학사학위를 받았다. 2001년 김지혜, 류은주와 여성 3인조 그룹 투야로 데뷔하였고 2005년 양은지, 오민진과 함께 여성 3인조 그룹 지니스를 결성해 일본에서 잠시 활동하였으며 2007년 양은지, 황연경, 명사랑, 한애리와 베이비복스 2기에 합류하였다.
2009년 베이비복스를 탈퇴하고 태군, H-유진 등이 소속된 WM 엔터테인먼트로 새둥지를 틀었다. 2010년 2월 16일 솔로 미니앨범 An Jin Kyoung의 타이틀곡 못된 사람 티저가 공개되었고 앨범 퓨쳐링엔 엠블랙의 미르가 참여하였다. 음원공개는 2월 18일에 공개되고 오프라인으로는 2월 19일에 발매하였다. 몇 년 후, WM 엔터테인먼트에서 원앤원스타즈로 이적했다.

## 학력
- 주덕중학교 졸업
- 충주예성여자고등학교 졸업
- 단국대학교 연극영화학과 학사

## 음반 활동
| 앨범 # | 앨범 정보                                | 트랙 리스트 |
| ------ | ---------------------------------------- | --- |
| 1      | An Jin Kyoung - 발매일 : 2010년 2월 18일 | - 01. 못된사람 (Feat. 미르) - 02. 눈이부셔 - 03. 여자니까 - 04. How Gee (Feat. H-유진) - 05. 못된사람 (Inst.)                               |
| 2      | Be The Voice - 발매일 : 2010년 8월 27일  | - 01. 사랑이 딱해 (Feat. 이기광) - 02. Talk To Me (Feat. H-유진) - 03. 참 잘했어요 - 04. 못된사람 (Acoustic Ver.) - 05. 사랑이 딱해 (Inst.) |

## 방송 활동
- KBS1 《가족오락관》
- MBC 《7옥타브》
- SBS 《아테나: 전쟁의 여신》
- MBC 《앙큼한 돌싱녀》